# Hytanis oblonga
Hytanis oblonga là một loài nhện trong họ Oonopidae.
Loài này thuộc chi Hytanis. Hytanis oblonga được Eugène Simon miêu tả năm 1893.